# Gestor de Infraestructuras Ferroviarias
Gestor de Infraestructuras Ferroviarias (GIF; deutsch Verwalter/Betreiber der Schieneninfrastruktur) war ein öffentlich-rechtlicher spanisches Infrastrukturbetreiber. Ihm unterlag der Bau und Verwaltung öffentlicher Eisenbahn-Infrastruktur, die unter die Zuständigkeit des Staats fallen und die ihr von der Regierung, auf Vorschlag des Ministeriums für öffentliche Bauten zugewiesen wurden. Die Gesellschaft ging zum 1. Januar 2005 in die Administrador de Infraestructuras Ferroviarias (ADIF) über.

## Geschichte
Die Gesellschaft wurde durch das am 30. Dezember 1996 erlassenes Gesetz 13/1996 durch das spanische Parlament gegründet. Ihre Gründung gilt als Folge der EG-Richtlinie 91/440, die eine organisatorische Trennung von Netz und Betrieb fordert.
Ihr erster und vorrangiger Auftrag war es, die Schnellfahrstrecke Madrid–Sevilla an das europäische Hochgeschwindigkeits-Eisenbahnnetz anzubinden. Die 1992 eröffnete Strecke wurde als erste spanische Bahnstrecke nicht in Breit-, sondern in Normalspur ausgeführt. Auch die Verwaltung der Neubaustrecken unterlag der GIF; Eisenbahnverkehrsunternehmen entrichteten dabei für die Nutzung der von der GIF verwalteten Eisenbahn-Infrastruktur eine Nutzungsgebühr. Eine weitere Aufgabe lag in der Verwaltung von PPP-Projekten, die von der UIC gefördert werden, um die Errichtung eines europäischen Hochleistungs-Eisenbahnnetzes zu beschleunigen und es transparenter und unabhängiger von Monopolen zu machen.
Am 23. Mai 1997 beschloss die spanische Regierung, der GIF den Auftrag für den Bau und die Verwaltung der Schnellfahrstrecke Madrid–Barcelona–Französische Grenze zu beauftragen. Sie übernahm damit auch die Verantwortung für die bereits seit 1996 im Bau befindlichen Abschnitte Saragossa–Lleida und Calatayud–Ricia der Strecke. Die Gesellschaft vergab Bauarbeiten nach dem öffentlichen Recht. Im Bereich der Elektrifizierung, der Signaltechnik und Fernmeldeausrüstung sowie der Oberbau-Instandhaltung konnte sie Vorschriften des Privatrechts Folge leisten.
Durch den Ausbau eines Hochgeschwindigkeits-Eisenbahnnetzes sollten die Eisenbahn-Nutzungszahlen europäisches Niveau erreichen und der wirtschaftliche Gewinn des Eisenbahnsystems verdreifacht werden.